# Sven Gabriel Elmgren

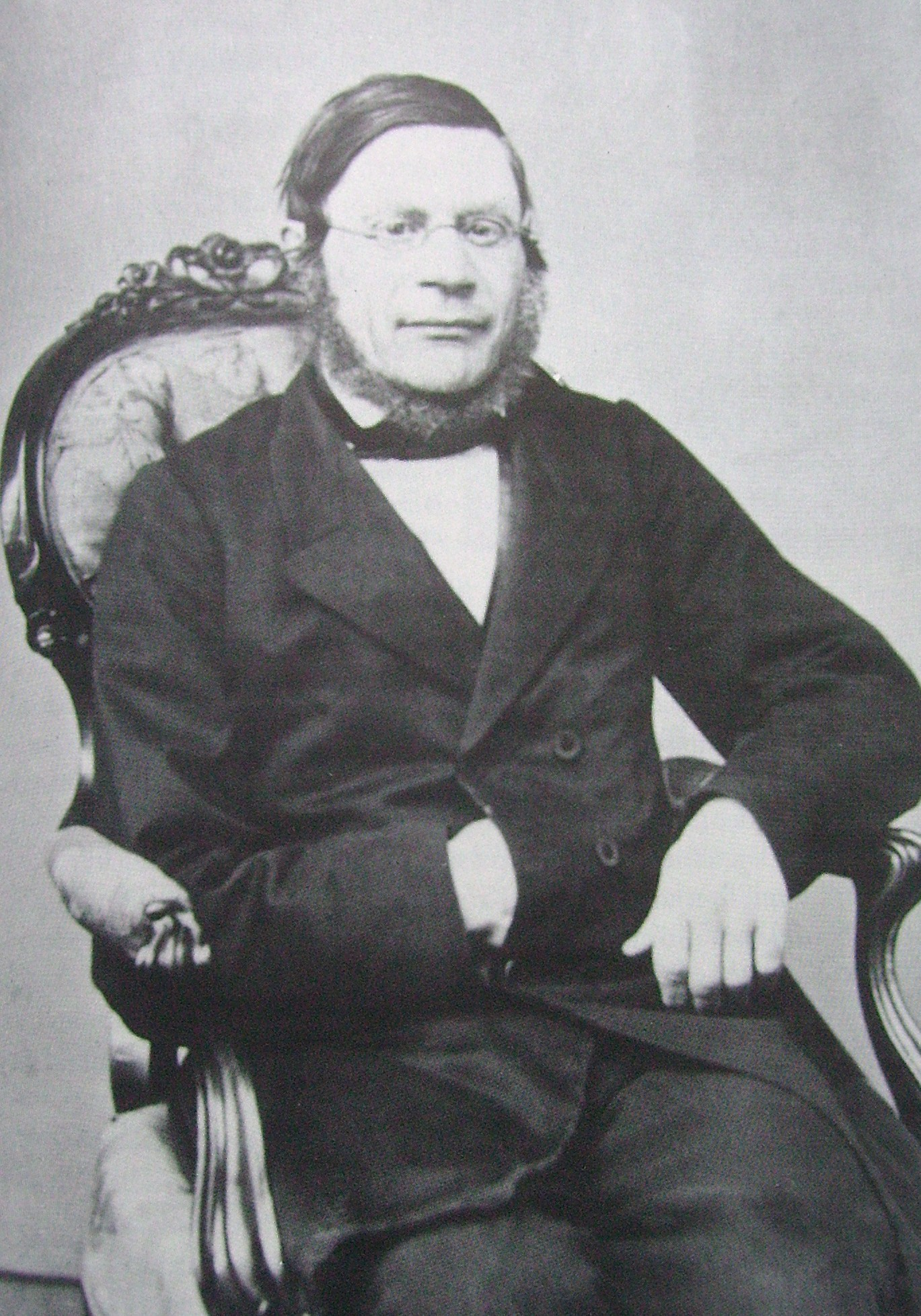
Sven Gabriel Elmgren

Sven Gabriel Elmgren, född 25 oktober 1817 i Pargas, död 3 november 1897 i Helsingfors, var en finländsk bibliotekarie och historiker. Han var far till Robert Elmgren.
Elmgren blev filosofie magister vid Helsingfors universitet, och amanuens vid universitetsbiblioteket 1848. 1862-1891 var han vice bibliotekarie vid samma bibliotek, och blev 1873 titulärprofessor.
Han var en framstående gestalt inom den finsknationella väckelsen. Det anses vara till stor del hans förtjänst att universitetsbiblioteket fick sina skönlitterära samlingar; han skapade även bibliografier. Han var också redaktör för Morgonbladet och Litteraturbladet och sekreterare i Finska litteratursällskapet samt vice ordförande där. 
Elmgren utgav Öfversikt af Finlands litteratur 1542-1863 (1861-1865) och Fornskrifter (1868), där flera nya dokumentfynd publicerades, samt en rad uppsatser i personhistoria, genealogi med mera.
Dessutom publicerade han urval av Henrik Gabriel Porthans verk, den första finska biografin och Georg August Wallins dagböcker. Hans egna noteringar 1853-68, som publicerades 1939, ger en inblick i samtidens kulturliv. 

## Verk
- Beskrifning öfver Pargas socken (1848)[2]
- Bibliska historier ur Gamla och Nya testamentet (1849)
- Finska efämerider (1854)
- Lyhykäinen kirkkohistoria kuvilla (1857)
- Öfversigt af Finlands litteratur från år 1542–1770 (1861)
- Nådendals klosterruiner beskrifna (1863)
- Öfversigt af Finlands litteratur ifrån år 1771 till 1863 (1865)
- Minnestal öfver frih. J.G.v. Bonsdorff hållet på Finska Vetenskaps-Societetens års- och högtidsdag d. 29 april 1874 (1875)
- Minnestal öfver Fredrik Cygnaeus hållet på Finska Vetenskaps-Societetens års- och högtidsdag den 29 april 1881 (1881)
- Minnestal öfver J.W. Snellman (1883)
- Minnestal öfver kanslirådet Elias Lönnrot, hållet på Societetens årsdag d. 29 april 1884 (1885)
- Evangeliska historiens kronologi (1888)
- Frans Johan Rabbe (1889)
- Israelitiska historiens kronologi enligt Gamla Testamentets böcker (1890)
- Bevis för skrifternas i Nya Testamentet äkthet, korteligen framställda (1895)
- En beskrivning över Pargas socken från år 1848 (1926)
- S.G. Elnigrenin muistiinpanot (1939)
- Marttilan, Karinaisten, Kosken ja Tarvasjoen historia vuodelta 1857 (1983)